# مركز سياسة الأمن
1. 1 2 3   https://centerforsecuritypolicy.org. {{استشهاد ويب}}: |url= بحاجة لعنوان (مساعدة) والوسيط |title= غير موجود أو فارغ (من ويكي بيانات) (مساعدة)
2. ↑   https://www.charitynavigator.org/ein/521601976. اطلع عليه بتاريخ 2022-02-04. {{استشهاد ويب}}: |url= بحاجة لعنوان (مساعدة) والوسيط |title= غير موجود أو فارغ (من ويكي بيانات) (مساعدة)
3. ↑   https://www.washingtonpost.com/politics/far-right-group-warning-of-islamist-infiltration-to-hold-banquet-at-trumps-mar-a-lago-club/2019/11/21/52dbc47c-0bb7-11ea-97ac-a7ccc8dd1ebc_story.html. {{استشهاد ويب}}: |url= بحاجة لعنوان (مساعدة) والوسيط |title= غير موجود أو فارغ (من ويكي بيانات) (مساعدة)
4. ↑   https://centerforsecuritypolicy.org/author/imp_caroline_glick/. {{استشهاد ويب}}: |url= بحاجة لعنوان (مساعدة) والوسيط |title= غير موجود أو فارغ (من ويكي بيانات) (مساعدة)
5. 1 2   https://www.charitynavigator.org/ein/521601976. اطلع عليه بتاريخ 2022-02-04. {{استشهاد ويب}}: |url= بحاجة لعنوان (مساعدة) والوسيط |title= غير موجود أو فارغ (من ويكي بيانات) (مساعدة)
6. 1 2   https://projects.propublica.org/nonprofits/organizations/521601976/202222439349300402/full. {{استشهاد ويب}}: |url= بحاجة لعنوان (مساعدة) والوسيط |title= غير موجود أو فارغ (من ويكي بيانات) (مساعدة)

مركز سياسة الأمن (CSP) هو خلية تفكير تنتمي إلى اليمين المتطرف، يقع مقرها في واشنطن. مؤسس المنظمة والرئيس الحالي هو فرانك غافني الابن. مهمة المنظمة حسب بيانها هي «تحديد التحديات والفرص التي من المحتمل أن تؤثر على الأمن الأمريكي»، وترتكز الأنشطة الرئيسية للمنظمة على الكشف والبحث عن ما تراه المنظمة كتهديدات جهادية على الولايات المتحدة؛ عدد من هذه المعتقدات قد فقدت مصداقيتها على نطاق واسع، مثل الادعاءات الكاذبة حول العلاقات الأمريكية مع جماعة الإخوان المسلمين. وقد انتقدت المنظمة من قبل رابطة مكافحة التشهير ومركز قانون الحاجة الجنوبي، بالإضافة إلى مجموعة واسعة من وسائل الإعلام الأخرى والمؤسسات البحثية، لنشرها نظريات مؤامرة وتعزيز الإسلاموفوبيا ووصفت بأنها مجموعة كراهية، وهي التسمية التي ترفضها المنظمة.

## التاريخ
في عام 2010، شارك كل من جيمس وولسي وجوزيف شميتز في تأليف تقرير تابع لـ CSP والذي ادعى أن الشريعة الإسلامية تشكل خطرا كبيرا على الأمن القومي للولايات المتحدة. في 2012، أصدر جافني مستند من 50 صفحة بعنوان «الإخوان المسلمون في إدارة أوباما». شكك المستند في نهج أوباما بخصوص "الإخوان المسلمين" في الشرق الأوسط. واتهمت CSP عددا من المسؤولين في الولايات المتحدة بوجود صلات بينهم وبين «الإخوان المسلمين»، بما في ذلك هوما عابدين وغروفر نوركويست.
في عام 2013، تلقت CSP تبرعات من شركة بوينغ (25,000 دولار); جنرال ديناميكس ($15,000); شركة لوكهيد مارتن ($15,000); نورثرب جرومان (5000 دولار أمريكي); رايثيون ($20,000)؛ جنرال إلكتريك (5000 دولار). وتلقت المنظمة أيضا 1.4 مليون دولار من مؤسسة برادلي.
في 16 مارس 2016، أعلن المرشح الرئاسي الجمهوري تيد كروز أنه سيعين غافني ليكون مستشار الأمن القومي في حال فوزه. ذكر كروز أيضا أن فريق السياسة الخارجية الخاص به سيشمل أيضا ثلاثة موظفين آخرين من خلية تفكير جافني: فريد فليتز، كلير لوبيز وجيم هانسون. خلال حملته الرئاسية، استشهد دونالد ترامب باستطلاع رأي تابع للمنظمة وتم كشف زيفه على نطاق واسع، في سبيل دعم مناداته بحظر دخول المسلمين إلى الولايات المتحدة.

### إدارة ترامب
منذ عام 2017، انضم لإدارة ترامب العديد من الناس ذوي علاقات مع CSP، بما في ذلك مستشارة الرئيس كيليان كونواي في 2017 ونائب مستشار الأمن القومي تشارلز كوبرمان في 2019. كان كوبرمان قد خدم في مجلس إدارة CSP بين 2001 و2010.

## انتقادات
تعرض المركز ورئيسه جافني لانتقادات كثيرة بسبب نشره نظريات مؤامرة، حيث انتقده كل من دانا ميلبانك من «واشنطن بوست»، سيمون مالوي من صالون، محلل الأمن الوطني في CNN بيتر بيرغن، غروفر نوركويست، جوناثان كاي، مركز الأمير الوليد بن طلال للتفاهم الإسلامي–المسيحي بجامعة جورج تاون، مركز التقدم الأمريكي، أهمية الإعلام بالنسبة إلى أميركا، مركز قانون الحاجة الجنوبي، ذا إنترسبت، رابطة مكافحة التشهير، ومعهد الدراسات الجنوبية، من بين آخرين.
في عام 2016، وصف مركز قانون الفقر الجنوبي (SPLC) منظمة CSP بأنها مجموعة كراهية و«لسان للحركة المتزايدة ضد المسلمين»، رفضت المنظمة ذلك الوصف. قال ممثلو SPLC أن CSP هي «خلية تفكير متطرفة» بقيادة «منظر مؤامرات معادي للمسلمين.» انتقدت SPLC كذلك «تقارير التحقيق» الخاصة بـCSP، معتبرة أنها تهدف إلى «تعزيز أوهام [فرانك] جافني».

## وصلات خارجية
- الموقع الرسمي
- "Frank Gaffney Jr. and the Center for Security Policy". www.adl.org. رابطة مكافحة التشهير. 2 نوفمبر 2016. مؤرشف من الأصل في 2017-03-05.
- "Combating Terrorism". سي-سبان. نادي الصحافة الوطني بالولايات المتحدة  [لغات أخرى]‏. 25 يناير 2016. مؤرشف من الأصل في 2019-11-08. panel discussion hosted by CSP{{استشهاد ويب}}:  صيانة الاستشهاد: علامات ترقيم زائدة (link)